# Tổng sản lượng quốc gia
GNP (viết tắt cho Gross National Product bằng tiếng Anh) tức Tổng sản lượng quốc gia hay Tổng sản phẩm quốc gia là một chỉ tiêu kinh tế đánh giá sự phát triển kinh tế của một đất nước, nó được tính là tổng giá trị bằng tiền của các sản phẩm cuối cùng và dịch vụ mà công dân của một nước làm ra trong một khoảng thời gian nào đó, thông thường là một năm tài chính, không kể làm ra ở đâu (trong hay ngoài nước).
Sản phẩm cuối cùng là hàng hóa được tiêu thụ cuối cùng bởi những người tiêu dùng chứ không phải là những sản phẩm được sử dụng như là sản phẩm trung gian trong sản xuất những sản phẩm khác. Ví dụ, một chiếc ô tô bán cho người tiêu dùng là một sản phẩm cuối cùng; các thành phần như lốp được bán cho nhà sản xuất ô tô là sản phẩm trung gian (a). Cũng chiếc lốp đó, nếu bán cho người tiêu dùng thì nó lại là sản phẩm cuối cùng (b). Chỉ có sản phẩm cuối cùng mới được tính trong thu nhập quốc gia, do việc đưa cả sản phẩm trung gian vào sẽ dẫn tới việc tính kép làm tăng ảo giá trị thực sự của thu nhập quốc gia. Ví dụ, trong trường hợp (a) của chiếc lốp, giá trị của nó đã được tính khi nó được nhà sản xuất lốp bán cho nhà sản xuất ô tô và sau đó một lần nữa được tính trong giá trị chiếc ô tô khi nhà sản xuất ô tô bán cho người tiêu dùng.
Người ta chỉ tính những sản phẩm được sản xuất mới. Việc kinh doanh những hàng hóa đã tồn tại trước đó, chẳng hạn ô tô cũ, không được tính, do những mặt hàng như vậy không tham gia vào việc sản xuất của các sản phẩm mới.
Thu nhập được tính như là một phần của GNP, phụ thuộc vào ai là chủ sở hữu các yếu tố sản xuất chứ không phải là việc sản xuất diễn ra ở đâu. Ví dụ, một nhà máy sản xuất ô tô do chủ sở hữu là công dân Mỹ đầu tư tại Việt Nam thì lợi nhuận sau thuế từ nhà máy sẽ được tính là một phần của GNP của Mỹ chứ không phải của Việt Nam bởi vì vốn sử dụng trong sản xuất (nhà xưởng, máy móc, v.v.) là thuộc sở hữu của người Mỹ. Lương của công nhân người Việt là một phần của GNP của Việt Nam, trong khi lương của công nhân Mỹ làm việc tại đó là một phần của GNP của Mỹ.

## Công thức tính
Công thức tính tổng sản phẩm quốc gia dưới đây dựa trên cơ sở tiếp cận từ khái niệm chi tiêu.
- C = Chi phí tiêu dùng cá nhân (hộ gia đình)
- I = Tổng đầu tư cá nhân quốc nội (tất cả các doanh nghiệp đầu tư trên lãnh thổ 1 nước)
- G = Chi phí tiêu dùng của chính phủ
- X = Kim ngạch xuất khẩu các hàng hóa và dịch vụ
- M = Kim ngạch nhập khẩu của hàng hóa và dịch vụ
- NR= Thu nhập ròng từ các hàng hóa và dịch vụ đầu tư ở nước ngoài (thu nhập ròng)

GNP = C + I + G + (X - M) + NR

## GNP hay GNI
GNI là từ viết tắt trong tiếng Anh của Gross National Income, tức Tổng thu nhập quốc gia hay Tổng thu nhập quốc dân. Giá trị của nó tương đương với giá trị của GNP. Tuy nhiên, người ta phân biệt chúng, do cách thức tiếp cận vấn đề là dựa trên các cơ sở khác nhau. GNP dựa trên cơ sở sản xuất ra sản phẩm mới, còn GNI dựa trên cơ sở thu nhập của công dân. Điều này là quan trọng để tiếp cận các khái niệm NNP và NNI. Khi đó phải tính đến khấu hao và các loại thuế gián tiếp, và NNI sẽ luôn luôn nhỏ hơn NNP một lượng bằng giá trị của thuế gián tiếp.

## Liên quan
- Tổng sản phẩm quốc nội hay GDP
- Tổng sản phẩm ròng quốc gia hay NNP
- Tổng thu nhập ròng quốc gia hay NNI